# Clarita von Trott zu Solz
Clarita von Trott zu Solz, née Tiefenbacher (née le 19 septembre 1917 à Hambourg; décédée le 28 mars 2013 à Berlin), est un médecin et psychothérapeute allemande, veuve d’Adam von Trott zu Solz, l’une des figures de la résistance allemande au nazisme et l’un des conjurés du complot contre Hitler du 20 juillet 1944, exécuté après l’échec de l’attentat.

## Biographie
Clarita Tiefenbacher est la fille d’un avocat de Hambourg. Elle fait la connaissance d’Adam von Trott zu Solz en 1935, le fréquente pendant un voyage en Chine, et l’épouse en juin 1940. Installé à Berlin, le jeune ménage a deux filles, Verena en 1942 et Clarita en 1943. Devant l’intensification des bombardements, la mère et les filles se réfugient dans leur belle-famille à Imshausen, quartier de la ville de Bebra en Hesse.
C’est là que la Gestapo vient les arrêter le 20 juillet, à l'issue du complot contre Hitler. Dans le cadre du Sippenhaft (sorte de responsabilité pénale des proches d'une personne considérée comme criminelle), elle est placée en détention provisoire dans la prison de Moabit à Berlin tandis que ses deux filles, âgées respectivement de 2 ans et demi et neuf mois, sont internées sous de faux noms dans le home d’enfants de Bornheim à Bad Sachsa, tenu par la SS.
En 1947, Clarita von Trott fait partie des premiers Allemands autorisés à sortir d'Allemagne après la fin de la guerre pour se rendre au centre de rencontres Caux afin de participer à la reconstruction de l'Europe. Elle y est invitée par Philippe Mottu qui a été en contact avec les conjurés du complot contre Hitler pendant la guerre. Son témoignage personnel transforme la députée socialiste française issue de la Résistance Irène Laure en militante de la réconciliation franco-allemande. 

En 1950, Clarita von Trott commence des études de médecine et les conclut en 1965 avec une thèse sur « l'influence des fixateurs usuels sur l'absorption des ultraviolets par les corps protéiques sériques ». Elle obtient ensuite des qualifications de psychothérapeute et de psychanalyste et ouvre un cabinet à Hambourg et à Berlin.

En parallèle, elle mène le combat pour entretenir la mémoire du complot anti-nazi du 20 juillet 1944 et défendre la mémoire et le message de son mari. (Jusque dans les années 1950, les veuves des conjurés contre Hitler ne reçurent aucune pension de l’État, leurs maris étant répertoriés comme des traîtres). Elle soutient Freya von Moltke et Rosemarie Reichwein pour mettre en route les Rencontres internationales de la jeunesse de Kreisau / Krzyżowa.

Clarita von Trott a tenu à témoigner notamment auprès des jeunes, jusqu'à la fin. Elle a été présidente honoraire de la Fondation Adam von Trott. La médaille Wilhelm Leuschner  lui a été décernée par le land de Hesse en 1998.

## Famille
Le 1er mars 1942, Verena, la première fille d'Adam et Clarita von Trott, vient au monde à Berlin.
Leur deuxième fille Clarita, née le 9 novembre 1943, devient une sociologue de renom et épouse le sociologue Urs Müller-Plantenberg.
"Ma vie a été exceptionnellement riche en tant que mère de mes filles et de leurs familles, à travers les amitiés et le traitement médical des personnes en détresse mentale, mais au milieu de l'existence, la place d'Adam est restée vide," écrivait-elle en 1987, ajoutant une autre fois "Mes quatre années de mariage - en même temps des années de guerre - ont été en dépit de tout mes années les plus heureuses."

## Publications
- Adam von Trott zu Solz. Eine Lebensbeschreibung. Mit einer Einführung von Peter Steinbach. Durch neue Dokumente ergänzte Ausgabe, Lukas Verlag, Berlin 2009,  (ISBN 9783867320634). Rezensionen